# Sphaerarthrum clemenceaui
Sphaerarthrum clemenceaui is een keversoort uit de familie soldaatjes (Cantharidae). De wetenschappelijke naam van de soort werd in 1919 gepubliceerd door Maurice Pic.